# Écrit d'écran
L’écrit d’écran correspond à la digitalisation c'est-à-dire à la dématérialisation normée des « textes sur écran ». 
Il se compose de signes textuels typographiques et graphiques images, plans, tableaux fortement modulés par de multiples strates de références, comme la position des signes, l'environnement graphique, leur inscription dans un système et leur dimension métaphorique. Cette théorie de l'interface machine-homme est, après l'installation de la révolution informatique du passage du millénaire, encore débattue pour la lecture écran pratique.

## Historique
Alors que les médias s’inquiètent de la mort du livre, de l’édition et de l’écriture dans les années 1990, Emmanuël Souchier note au contraire la diffusion massive de l'écrit, à une échelle sans doute jamais observée.  Dans cette perspective, l'informatique de ces années (qui comporte le développement de logiciels de traitement de texte  et de texte vers la voix) se trouverait inscrite dans l’histoire de l’écriture  où le texte est la trace de la voix humaine : elle en constitue une étape, dont il s’agit de saisir les spécificités, en élargissant le spectre d’investigation à un ensemble d’artefacts (un écran de téléphone, un site web, un distributeur de billets), saisis à partir d’un prisme technique (quel matériel, quel programme, quelle surface sont proposés ? comment les actions de l'usager sont-elles traduites ?), sémiotique (quels signes à l’écran ? que proposent-ils de faire ?), pragmatique (que fait-on avec ces dispositifs techniques et numériques ? Comment y participe-t-on ?).
Des années 1990 aux années 2020, la théorie des « textes sur écran » — des écrits d’écran— a fait l’objet de précisions, à la fois épistémologiques et méthodologiques, grâce à des collaborations. Elle a d’abord été rapidement reliée au concept d’énonciation éditoriale, pour identifier les différents acteurs qui participent de l’élaboration des signes à l’écran (concepteurs de site web, informaticiens, etc.), ainsi que leur organisation à travers des cadres matériels et documentaires (les bords de l’écran, le système d’exploitation, le logiciel, les boîtes de commande). Ces signes sont organisés dans des médias informatisés, c’est-à-dire des espaces techniques, sociaux, symboliques mis en fonctionnement par un ensemble de personnes et de médiations, traversées par des logiques économiques et politiques propres à l’informatique. Pour l’usager, ces médias informatisés ne sont accessibles que par le couple lire-écrire, (c'est-à-dire pour le corps humain les actions de la figure et de la main), soit par l’activité de  lettrure dans les sociétés industrielles. 

## La théorie desécrits d'écran
Emmanuël Souchier observe des modalités nouvelles d'écriture qui pour lui appartiennent à l’histoire des formes éditoriales. Le concept d’écrit d’écran posé en 1996 traduit de façon socio-économique une activité humaine (l’écriture) classique sur une feuille de papier face aux supports nouveaux accusés de sa perdition. En se penchant sur ce qui relève plus selon lui d’une métamorphose que d’une rupture, E. Souchier propose d’interroger la réélaboration de l’espace, du temps, de l’économie, des pratiques, des relations, de la politique à partir de la matérialité des supports d’écriture anciens et nouveaux, il donne une place déterminante à ces derniers. Avec eux, l’« homme du pixel – notre contemporain – ne pense ni ne perçoit son univers ainsi que le percevait l’homme de la trace ou celui de la trace et du poinçon » : se trouve ici formulée une  nécessité de connecter des concepts de notre monde fragmenté en techniques et d’ouvrir les unes sur les autres les manières d'écrire l'histoire du quotidien et de sa communication.
La théorie est issue de la métaphore du bureau par le « bureau informatique » sur un écran avec des icônes par les fabricants de matériel et logiciels informatique (Rank-Xérox, Apple, Microsoft etc. vu supra) fabricants de l'hypertexte depuis 1965. Un schéma mental nouveau existe où les symboles ne sont pas traduits en sons (contrairement aux idéogrammes).
S’il est important de se livrer à la mise en théorie, pour Souchier, c’est que cela permet de comprendre à partir de quoi s’organise l’expérience de l’« usager » : une écriture déjà écrite, préformatée, qui facilite le traitement des traces ainsi encouragées, produites et collectées. Le concept d’architexte qualifie cette dimension de la Troisième révolution industrielle instrumentée de l’écriture, qui traduit la vision que se font les concepteurs des pratiques de communication à l’écran, auxquelles ils entendent imposer un ordre, par toute une série de configurations, à la fois matérielles et documentaires. L’usager se voit ainsi proposer (ou imposer dans le cadre professionnel) des logiciels, des boîtes de saisie, des listes, des formes éditoriales qui préformatent sa propre écriture. Or, « on n'écrit jamais que dans des formes, et ces formes, qui ne relèvent pas de l'interaction en situation des acteurs présents, sont précisément le lieu réel du pouvoir. Vouloir libérer les processus d'interaction entre les acteurs sans interroger le pouvoir des formes du texte revient à s'affranchir d'une analyse politique de l'écriture. ». Cette analyse implique de prêter une attention à la standardisation des formes à l’écran (l’image du texte présentant une « indétermination du sens et de la forme » qui rend l'auteur créatif), mais également concerne leur circulation, à leurs transformations aux niveaux du texte contenu et de leur image imposée dans une vie d'individus bref, à leurs médiations, qui indiquent de légères, mais décisives opérations, à la fois techniques, sémiotiques, économiques, idéologiques. 

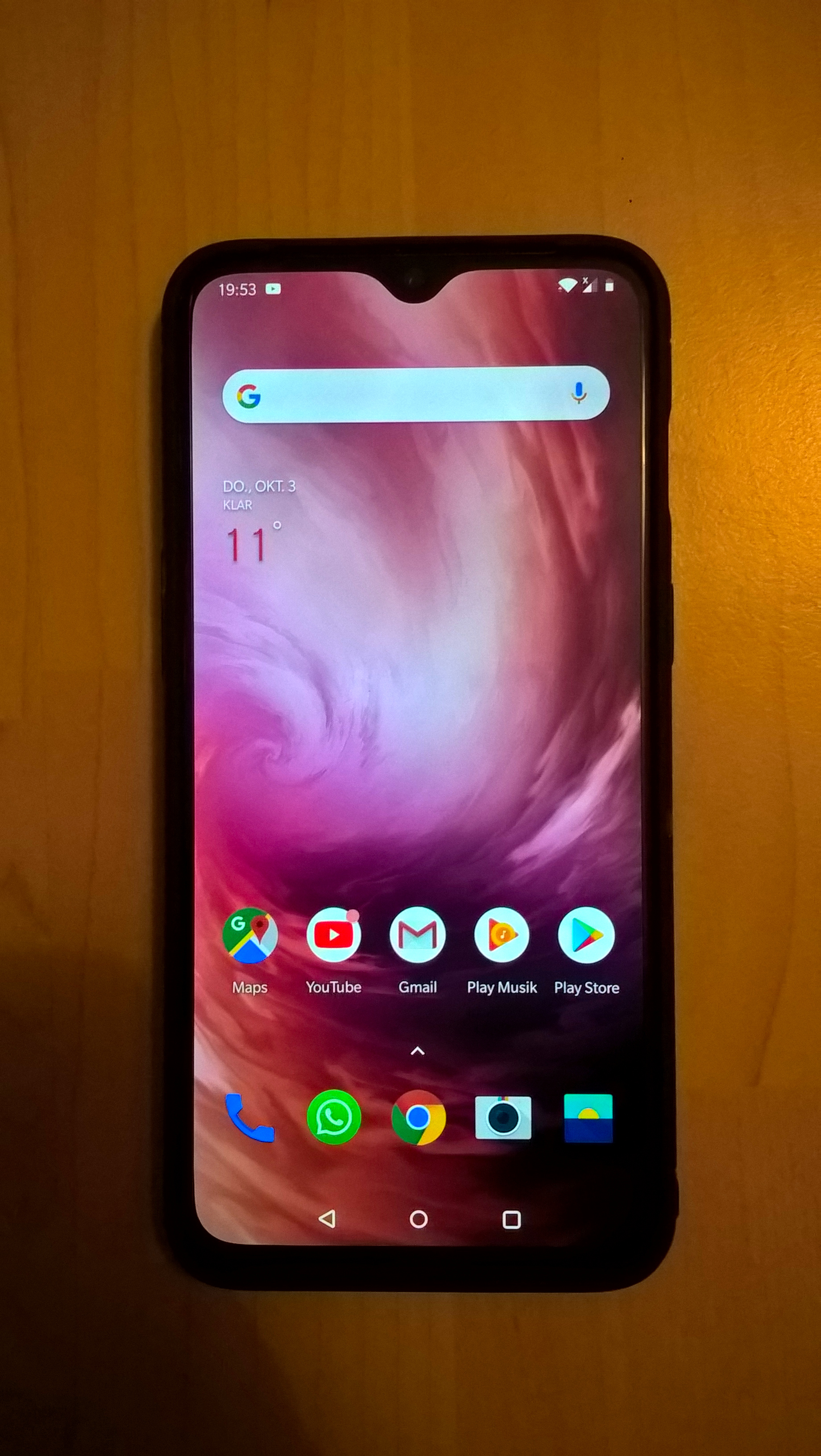
Smartphone.

Par l'informatique, « l'écrit d'écran lumineux » forme un dual avec « la feuille noire d'encre sortant de l'imprimante » selon cette théorie et continue le mythe du Livre et des secrets qui y sont contenus. 
Cette théorisation permet d’insister sur le processus à l’œuvre mais de ne jamais le décorréler de pratiques séculaires, réappropriées par les dispositifs numériques. C’est dire que ces derniers ont une fonction éditoriale, qui déborde largement le monde de l’édition et ses opérateurs traditionnels; on peut découvrir la présence de nouveaux instruments dans l’ensemble des formes à l’écran : liens, boutons, listes, menus déroulants. On perçoit aussi l'inscription d'une déclaration dans un entrecroisement numérique de liaisons appelées réseau social.